# ویلیام سیگروو
ویلیام سیگروو (انگلیسی: William Seagrove؛ ۲ ژوئیه ۱۸۹۸ – ۵ ژوئن ۱۹۸۰ (aged 81)) ورزشکار دو و میدانی اهل بریتانیا بود.
وی در مسابقات کشوری و بین‌المللی در مجموع برندهٔ ۲ مدال نقره شده‌است.